# Смоленское муниципальное образование
Смоле́нское муниципа́льное образова́ние — сельское поселение в составе Иркутского района Иркутской области России.
Административный центр — село Смоленщина.

## Границы
Согласно закону «О статусе и границах муниципальных образований Иркутского района Иркутской области»

«…За начальную точку границы муниципального образования принята точка на железнодорожном мосту через р. Иркут в 600 м выше по течению от с. Максимовщина. Граница проходит в северовосточном направлении по северной протоке вниз по течению, зигзагом огибая южные границы с. Максимовщина, до разветвления на два рукава на расстоянии 5,6 км, далее проходит в юго-восточном направлении по левому рукаву вниз по течению зигзагом к основному руслу р. Иркут на расстоянии 2,3 км. Затем граница под острым углом поворачивает на северо-восток и проходит по левому берегу р. Иркут вниз по течению на расстоянии 0,5 км до ЛЭП, далее граница поворачивает на юго-восток, пересекает р. Иркут, проходит по границам г. Иркутска до северо-восточного угла поля „Угольное“, поворачивает на юго-запад и проходит по северо-западной границе поля „Угольное“, в районе северо-западного угла поля поворачивает в юго-западном направлении, пересекает автомагистраль „Иркутск — Улан-Удэ“ в точке, расположенной в 165 метрах к западу от поворота на р.п. Маркова, следует в юго-западном направлении до границ ЗГЗ на расстоянии 0,85 км, поворачивает в южном направлении и следует до ПТФ, огибает её с восточной стороны и проходит по ЛЭП до границы с Шелеховским районом на расстоянии 6,1 км, далее граница проходит по смежеству с Шелеховским районом до р. Иркут. Затем граница проходит на север по р. Иркут, описывая дугу, и выходит на железнодорожный мост, являющийся начальной точкой.».

## Населённые пункты
В состав муниципального образования входит один населённый пункт — село Смоленщина.